# Stertinius nobilis
Stertinius nobilis là một loài nhện trong họ Salticidae.
Loài này thuộc chi Stertinius. Stertinius nobilis được Tord Tamerlan Teodor Thorell miêu tả năm 1890.